# Matrimonium
Matrimonium ist ein lateinisches Wort für Ehe. Es wird in zahlreichen römischen und kanonischen Rechtstexten sowie in kirchlichen Quellen verwendet. Vom Wortstamm her ist es mit mater (Mutter) verwandt, betont also besonders den Ehezweck der Erzeugung von Nachkommen, andere Ehezwecke (gegenseitige Hilfe – mutuum adiutorium; eheliche Liebe) tauchen begrifflich hier noch nicht auf. In einigen romanischen Sprachen hat sich das Wort für „Ehe“ aus „Matrimonium“ entwickelt, zum Beispiel im Spanischen matrimonio oder im Englischen matrimony.

## Definition des Matrimonium im Römischen Eherecht
Ausweislich des spätklassischen Juristen Modestin in den iustinianischen Digesten wurde die Ehe nicht – wie heute – im Sinne einer Rechtsgemeinschaft (inhaltliche Normierung durch die Rechtsordnung) definiert, sondern verstand sich als „verwirklichte Lebensgemeinschaft“ mit dem Ziel lebzeitiger Verbundenheit. Das verhinderte allerdings nicht, dass (bisweilen erhebliche) Rechtsfolgen an die Lebensgemeinschaft geknüpft waren.

“Nuptiae autem sive matrimonium est viri et mulieris coniunctio, individuam consuetudinem vitae continens.”

„Heirat oder Ehe ist die Verbindung von Mann und Frau zu einer ungeteilten Lebensgemeinschaft.“

Die mit einer Ehe verbundenen Rechtsfolgen standen gemäß ius civile unter dem Vorbehalt römischen Bürgerrechts (matrimonia iusta). Peregrini (Fremde) konnten das Recht zur Heirat (conubium) allenfalls verliehen bekommen; sie standen römischen Bürgern dann gleich. Eine der Rechtsfolgen war, dass nur eheliche Kinder auch Kinder im Rechtssinne und agnatisch mit dem Vater verwandt waren.
Im deutschen Recht, das sich großteils aus dem römischen Recht rezipierte, wird der Begriff der ehelichen Lebensgemeinschaft in § 1353 BGB verwendet.

## Bedeutende Enzykliken
- Casti connubii (1930)
- Humanae vitae (1968)

## Zusammengesetzte Begriffe
- matrimonium ad morganaticum – morganatische Ehe, Ehe zur linken Hand
- matrimonium consummatum – vollzogene Ehe
- matrimonium legitimum – legitime, den Gesetzen entsprechende Ehe
- matrimonium virgineum – Josefsehe (Ehe ohne Geschlechtsverkehr)